# Andrij Szulatycki
Andrij Tarasowycz Szulatycki, ukr. Андрій Тарасович Шулятицький, ros. Андрей Тарасович Шулятицкий, Andriej Tarasowicz Szulatycki (ur. 8 czerwca 1969 w Iwano-Frankiwsku) – ukraiński piłkarz, grający na pozycji pomocnika, trener piłkarski.

## Kariera piłkarska

### Kariera klubowa
Jest synem znanego piłkarza Karpat Lwów i CSKA Moskwa Tarasa Szulatyckiego. Rozpoczął karierę piłkarską w Prykarpattia Iwano-Frankiwsk. W latach 1993–1996 bronił barw pierwszoligowego klubu Karpaty Lwów. Następnie występował w klubach amatorskich.

## Kariera trenerska
Po zakończeniu kariery piłkarskiej rozpoczął pracę trenerską. W 2005 założył DJuFK Nika Iwano-Frankiwsk, w którym pełni funkcję prezesa.